# Aloe harlana
Aloe harlana é uma espécie de liliopsida do gênero Aloe, pertencente à família Asphodelaceae.